# Vlag van Amerikaans-Samoa

Vlag van Amerikaans-Samoa
(ratio 10:19)

De vlag van Amerikaans-Samoa werd aangenomen op 24 april 1960 en verving de Stars and Stripes. De adelaar en de kleuren blauw, wit en rood symboliseren de band met de Verenigde Staten. De adelaar houdt traditionele Samoaanse opperhoofdattributen in zijn klauwen.